# Рындин, Павел Антонович
Павел Антонович Рындин (1901 — 11 июня 1971) — партийный организатор стрелкового батальона 120-го стрелкового полка 69-й Краснознамённой Севской стрелковой дивизии 65-й армии Центрального фронта, старший лейтенант. Герой Советского Союза.

## Биография
Родился в 1901 в селе Пилипчатино ныне Бахмутского района Донецкой области Украины. В Красную Армию призван в 1942 году. На фронте в Великую Отечественную войну с апреля 1942 года.
Во главе первой десантной группы батальона 15 октября 1943 года переправился на правый берег реки Днепр у посёлка городского типа Радуль Репкинского района Черниговской области Украины. Поднял бойцов в атаку. Заняв высоту, бойцы обеспечили переправу других подразделений 120-го стрелкового полка на занятый плацдарм.
30 октября 1943 года за образцовое выполнение боевых заданий командования и проявленные при этом мужество и героизм старшему лейтенанту Рындину Павлу Антоновичу присвоено звание Героя Советского Союза с вручением ордена Ленина и медали «Золотая Звезда».
Жил и работал в Днепропетровске. Скончался 11 июня 1971 года.